# Nibea semifasciata
Nibea semifasciata är en fiskart som beskrevs av Chu, Lo och Wu, 1963. Nibea semifasciata ingår i släktet Nibea och familjen havsgösfiskar. Inga underarter finns listade i Catalogue of Life.